# ガリーナ・マルチュギナ
ガリーナ・マルチュギナ （Galina Malchugina、ロシア語: Галина Мальчугина、1962年12月17日 - ）は、ソビエト連邦(ロシア)の陸上競技選手。1992年バルセロナオリンピックの銀メダリスト。ブリャンスク出身。

## 経歴
マルチュギナは、1988年ソウルオリンピックに出場。200mでは決勝に残るも8位という結果に終わる。しかし、リュドミラ・コンドラチェワ、マリーナ・ジロワ、ナタリア・ボロノワとともに挑んだ4×100mリレーでは、42秒75の記録で、アメリカ、東ドイツに次いで銅メダルを獲得。4年後のバルセロナオリンピックでも、200mは決勝で8位に終わるが、4×100mリレーでは、ソ連を受け継いだEUNチームで、銀メダルを獲得。
マルチュギナは、4年後の1996年アトランタオリンピックにも出場し、オリンピック3大会連続出場を果たす。この大会でも200mで決勝に残るも、5位に終わり、最も良い成績を残すが、ついに個人種目でメダルを取ることはできなかった。さらにこの大会では、過去2大会でメダルを獲得してきた4×100mリレーでも、4位となり、3大会連続のメダルを逃した。
マルチュギナの娘であるユリア・チェルモシャンスカヤも陸上選手であり2008年北京オリンピックの4×100mリレーで金メダルを獲得している。

## 自己記録
- 100m - 10秒96 (1992年)
- 200m - 22秒18 (1996年)

## 主な実績
| 年   | 大会                     | 場所                       | 種目         | 結果 | 記録   |
| ---- | ------------------------ | -------------------------- | ------------ | ---- | ------ |
| 1988 | オリンピック             | ソウル(韓国)               | 200m         | 8位  | 22秒42 |
| 1988 | オリンピック             | ソウル(韓国)               | 4×100mリレー | 3位  | 42秒75 |
| 1989 | ユニバーシアード         | デュースブルク(西ドイツ)   | 200m         | 1位  | 22秒70 |
| 1990 | ヨーロッパ室内陸上選手権 | グラスゴー(イギリス)       | 200m         | 3位  | 23秒04 |
| 1990 | ヨーロッパ陸上選手権     | スプリト(ユーゴスラビア)   | 200m         | 3位  | 22秒23 |
| 1991 | 世界陸上選手権           | 東京(日本)                 | 4×100mリレー | 2位  | 42秒20 |
| 1992 | オリンピック             | バルセロナ(スペイン)       | 200m         | 8位  | 22秒63 |
| 1992 | オリンピック             | バルセロナ(スペイン)       | 4×100mリレー | 2位  | 42秒16 |
| 1993 | 世界陸上選手権           | シュトゥットガルト(ドイツ) | 4×100mリレー | 1位  | 41秒49 |
| 1994 | ヨーロッパ室内陸上選手権 | パリ(フランス)             | 200m         | 1位  | 22秒41 |
| 1994 | ヨーロッパ陸上選手権     | ヘルシンキ(フィンランド)   | 200m         | 3位  | 22秒90 |
| 1994 | ヨーロッパ陸上選手権     | ヘルシンキ(フィンランド)   | 4×100mリレー | 2位  | 42秒96 |
| 1995 | 世界陸上選手権           | イェーテボリ(スウェーデン) | 200m         | 3位  | 22秒37 |
| 1996 | オリンピック             | アトランタ(アメリカ合衆国) | 200m         | 5位  | 22秒45 |
| 1996 | オリンピック             | アトランタ(アメリカ合衆国) | 4×100mリレー | 4位  | 42秒85 |
| 1998 | ヨーロッパ陸上選手権     | ブダペスト(ハンガリー)     | 4×100mリレー | 3位  | 42秒73 |